# Малорад
Ма̀лорад е село в Северозападна България. То се намира в община Борован, област Враца.

## География
Село Малорад е разположено в северозападната част на хълмистата Дунавска равнина. Намира се на 40 км южно от град Оряхово и на 40 км от град Враца.
Селото заема площ от около 6000 декара. По-голямата му част е заета от равнината на юг от рекичката, чието начало дават изворите, наречени „Езерото“ в източния край на селото. Друга част от селото е на север от реката по рида „Рамчово бърдо“. Тази част достига до местностите „Гарванско“ и „Неделкьово“ бранище. На изток се е изкатерило на терасата „Чаира“ и се е доближило до „латинското селище“. На юг достига дълбоко между Малкия Голям поток, а на запад до „Вировски дол“.
Село Малорад е свързано с околния свят чрез шосейни пътища за градовете Оряхово, Бяла Слатина, Враца. Граничи на север със землищата на село Рогозен и Сираково, на изток с Добролево и Борован, на югоизток с Борован, на юг с Девене и Три кладенци и на запад със землището на село Фурен. Разликата в надморската височина на землището не надхвърля 40 м. Най-високата точка се намира на изток от селото в местността „Ямите“, където е построен резервоарът за водоснабдяване на селото. Земеповърхните форми на землището са такива като на хълмистата Дунавска равнина. Прорязано е от плитки долища, които тук наричат падини. Езерска падина на изток от селото дава началото на селската бара, която разсича селото и продължава на запад. След „Стефановски вир“ прави завой на север и лъкатуши в землището на Рогозен. В югоизточния край на землището започва „Годулска падина“ и изворът „Годулчето“. Пак от този край се вие и река „Смръдльовец“, която навлиза от борованското землище. Под „Рътков връх“ се събират в едно с „Годулчето“, а в края на местността „Балиев мост“ се сливат с идващия от юг „Вачовски лъг“ и в селото под Спасковци се вливат в „Езерска бара“. В южната част на землището започва „Малкият поток“, който по на север преминава в „Нечова падина“ и се влива в барата при Драгоевци. Големият поток води началото си от „Герчови тръници“. Спуска се по „Плитката падина“, заобикаля „Оградите“ и при „Слънчев бряг“ се слива с „Виривски дол“. Последният навлиза от „Фуренското землище“, заобикаля „Каменити кладенец“ и „Кариерите“ лъкатуши под „Черкезките места“ и на запад от селото, в местността „Мешани бари“, се влива в „Езерска бара“. На север от селото е „Жинина падина“, в края на която е изворът „Пишурата“. При местността „Пчелина“ стръмно се спуска на запад и при „Стоянова воденица“ се влива в барата.
Климатът на района на Малорад е умерено континентален. Зимата обикновено продължава 3 месеца и почти съвпада с календарната от средата на декември до средата на март. Почвите на селото са различни: в южната част на землището „Билото“ е чернозем, в района на „Годуля“ – сива горска, на „Балиев мост“ – глинесто песъчлива. На север от шосето Малорад – Борован почвите са леки пропускливи. Преобладават сивите горски почви, които са на надморска височина 150 – 200 м, т.е. в пояса на дъбовите гори. Те имат дебел хумусен пласт и върху тях се развиват успешно всички селскостопански култури: зърнени, тревни и трайни насаждения.
През 18 век пътешественикът Феликс Каниц минава надлъж Мизия и е удивен от природата, незасегната от ръката на цивилизацията. Освобождението сварва Малорад с 30 000 дюлюма земя. След 1860 г., когато прогонените от Кримския полуостров и Кавказ татари и черкези се заселили в Мизия, в Малорад са настанени 200 семейства черкези. На тях са отделени 4000 декара гора на запад от селото, която те изсичат и обработват. Оттогава всяка година от различни краища на страната идвали тук и се заселвали другоселци. На тях се раздавала земя (гора). Така година след година гората намаляла, а работната земя се увеличила.
Малорадската гора била смесена широколистна: летен дъб, ясен, бряст, липа, леска и клен. В долищата покрай поточетата избуявали мекишът и пчешкодрянът, див хмел, павитак и шипка. Покрай изворите и заблатените места ухае дивата мента. Покрай пътищата растат бял и черен пелин, а в нивите – лайка и ален мак. От селскостопанските култури в землището добре виреят: ръж, пшеница, царевица, слънчоглед, просо, маслодаен мак, ечемик, овес, захарно и кръмно цвекло, коноп, соя, грах, фий и рапица, лозя и овощни дървета, тютюн и зеленчуци. Почвата добре приема оборския и изкуствен тор.
Системното унищожаване на горите довежда до коренни изменения в животинския свят. Изчезват горските хищници, сърните, орлите и другите хищни птици. От влечугите се срещат: водната змия, смокът, пепелянката, стоманярката (черна), слепокът. Машинната обработка на земята и внасянето на химични препарати довеждат до унищожаването на някои видове животни и птици обитаващи нивите и ливадите.

## История
В землището на Малорад има неизследвани праисторически селища.
- На една висока равна тераса северно от Мешани бари в местността Пчелина има останки от селище, което е обитавано през новокаменната епоха – шесто хилядолетие пр. Xр. Това са били първите обитатели на околностите на днешното село. Разкрит е дебел културен пласт от останките на праисторическо селище. Тук са намерени глинени съдове, кремъчни ножове, каменни брадви и един меден връх от копие, представляващ археологическа рядкост.
- В двора на Герго Петров Рогозянски, който се намира на височината на Голямата чешма в северозападната част на Малорад, са открити огнища, фрагменти от глинени съдове, кремъчни и каменни оръдия на труда.
- През второто и първо хилядолетие пр. Хр. околностите на селото са обитавани от траките. Свидетелства за това са двете тракийски могили – едната в двора на Могиланците, а другата в землището на запад от селото. И двете са вече напълно разрушени.
- Следи от селище, обитавано в началото на Бронзовата епоха, са намерени в местността Гучувица (Смръдльовец). В местността Езерото има останки на селище от края на бронзовата епоха. Между различни други находки са открити куха бронзова брадва и бронзови фибули от късно желязната епоха. Това селище изглежда е съществувало и през римската епоха, и българското средновековие. Доказват го намерените археологическите материали. Случайно е изровена колективна находка от 93 броя римски сребърни монети с последна емисия от император Луций Вер (161 – 169 година), заедно с една гривна от сребърен плетен тел и глинен съд.
- В местността Горанова круша е имало голямо тракийско селище, обитавано през V–II век пр. Хр. Там са намерени глинени съдове и вази с интересна форма и бронзови фигури. В местността Чаира личат останките от голямо средновековно селище. Намерените материали датират от времето на Първо и Второ Българско царство. Именно тук е било средновековното село Малорад.

За името Малорад има няколко предположения:
- Първото е, че името идва от Мали град – римско поселище с повече от 30 къщи, които римляните наричат малки градове. Тези поселища пазели и поддържали римските пътища и са ползвани като станции за смяна на впряговете и отдих на пътниците. Наименованията „латинско селище“, „латинска църква“ и „латинско гробище“, наличието на паметници с непознати писмени знаци навеждат на мисълта, че името Мали рът води началото си от Мали град.
- Второто предположение е, че името произхожда от старобългарското „Малоради“.
- Третото предположение е, че името е продължител на старобългарското „Мало рад“ – малка война, малка войска.
- Последното и най-вероятно предположение е на археолога Богдан Николов. Името Малорад се определя от релефа на местността. То означава Мали рът, Малък рът (Рит Малко бърдо).
- Сведения за селото има под името Малгрид, Малорад и Малойрад в османотурски регистри от 1430, 1617, 1631 година.[2]

### Средновековното селище Малорад
Среща се в османски документи от 1620 г. за събиране на данъци от раята с 12 домакинства. В друг документ от 1632 г. домакинствата вече са 20. Не е проучено чие владение е било Малорад в османската феодална система. В края на 18 век селото било опожарено от кърджалиите. Опожарена и осквернена била и латинската църква. Една част от оцелелите малорадчани се скрили в оградите на запад от селото, други в горите на Смръдльовец, а трети забегнали във Влашко. След като отминала опасността хората се завърнали в селото, възстановили жилищата си и заживели постарому.
В началото на XIX век ги налетяла чумата – враг по-страшен и от кърджалиите. За кратко време смъртта покосила цели семейства, което показва разкрит гроб, в който са намерени мъжки и женски скелет, а между тях – детски. Ужасени, селяните отново потърсили спасение в горите, където вярвали, че ще се скрият от страшния мор. Към 1835 г. те се заселили на запад от старото село в ниското покрай реката. Преданията разказват, че страхът от чумата бил толкова голям, че никой не смеел да мине праз старото село, а по-късно и да намерели там накит или златна пара, не го докосвали, защото се страхували, че са чумави.
В края на 18 и началото на 19 век положението на зависимото население се влошава от продължителните войни, тежестите на които се понасят от българското население. Въвеждат се нови данъци, свързани с издръжката на турската армия. За умиротворяване на зависимото население, турското правителство включва в местното управление (меджлиса на каазите) влиятелни български чорбаджии. Малорад има такъв от началото на 19 век. Това е Петър Гарвана. Той е втората личност на Малорад, взел участие в изковаването на съдбините на селото, а и на цялата Раховска кааза по онова време.
През 1861 г. тук дошли 200 семейства черкенези. Населението били задължено да им построи жилища. На колонистите били отделени 4000 декара гора на запад от селото, която те секли, горили и превърнали в обработваема площ. Пришълците били планински хора, ловци и разбойници, занимаващи се с кражби и грабежи. Правели много пакости на малорадчани. Тяхната култура, обичаи и начин на живот се сблъскали с тези на местното население. Черкезин се опитал да отвлече най-хубавата мома от селото. Тя била любима на Герго Томов Кръстев (2 април 1852 г. – 3 декември 1922 г.) Герго убил черкенезина и забягнал във Влашко. През 1876 г. е доброволец в Сръбско-турската война, а през 1877 г. – 1878 г. – в Освободителната война е опълченец в четата на Ильо Марков.
През 1873 г. в селото са идвали пратеници БРЦК да запишат доброволци за Ботевата чета. Според сведения, събрани от стари хора, някой си Цеко от с. Еница е записал 30 души от Малорад, които трябвало да се присъединат към Ботева. Помощници на Цеко били Христо Даскала от с. Бързина и Лукан от с. Галиче. Черкенезите се организирали за нападение на четата и това попречило на малорадчани да се пресъединят към Ботева. Освобождението на Малорад е бягството на черкезите от селото. При това бягство те отвлекли коли и добитък и четири български девойки. Освобождението сварва Малорад с около 130 къщи.
Кметове на Малорад след Освобождението
- След Освобождението кмет на селото е Петър Каленски.
- Първите свободни избори се провеждат през 1879 г. и за кмет е избран Герго Цветков – Дифаня.

През лятото на 1950 година, по време на колективизацията над 200 души от селото правят неуспешни опити да напуснат създаденото малко по-рано трудово кооперативно земеделско стопанство. По това време там действа горянска група, която е разкрита от властите през 1952 година.

## Население
Преброяване на населението през 2011 г.
Численост и дял на етническите групи според преброяването на населението през 2011 г.:
|                     | Численост | Дял (в %) |
| Общо                | 1883      | 100.00    |
| Българи             | 1801      | 95.64     |
| Турци               | 0         | 0.00      |
| Цигани              | 59        | 3.13      |
| Други               | 0         | 0.00      |
| Не се самоопределят | 7         | 0.37      |
| Неотговорили        | 12        | 0.63      |

## Религия
Църквите и манастирите са светите места, където българите пазели вярата и народността си. Малорад има своя църква още през Второ Българско царство, която наричали Латинската църква. Тя носела името на Свети пророк Илия. Макар и опожарена, без покрив с опушени полуразрушени стени, тя продължавала вярно да служи на християните до 1848 г. За сватби, кръщанета, погребения и празници тя събирала хората.
През 1848 г. започнал градежа на новата църква на високия баир на север от селото. Латинската църква била разрушена и с камъните ѝ била завършена църквата „Св. Пророк Илия“. Новата църква скоро се срутила.
На мястото ѝ построили друга, която осветили с името „Успение Богородично“. В църковния двор построили килия, в която се учели децата на селото. През 1872 г. свещеник е бил поп Дамян Попдимитров.
1879 г. и тази църква се срутила и в 1882 г. е била построена сегашната. Майстор на сегашната църква е Уста Майстор Кънчо от Трявна. Най-старият свещеник, който е живял в спомени на малорадчани е от началото на XIX век, служил в Латинската църква, е Никола Рашоевски. Той е бил погребан на изток от олтара на Латинската църква. През 1922 г. камъните от основите на църквата били извадени за построяване на мостове и чешми. Тогава били извадени и мощите на свещеника и заровени в двора на сегашната. В гроба били намерени одеждите му разложени, обаче шарките направени от тел били запазени, от това се заключава, че там е бил погребан свещеника. Пък и самите му внуци, които били живи по онова време и са знаели за гроба му, в спомените на дедите и бащите си разказваха, че поп Никола бил интересна личност. Бил начетен и скромен човек. Ползва се с голямо доверие и почит. Имал вечен календар, по които обяснявал много събития и явления. Даже отгатнал кога ще умре. Интересна е смъртта му. В деня преди да умре, бил на работа на полето. По пътя минал негов съсед, който отивал на воденицата и свещеникът му казал „Върни се да ми погребете останките, понеже аз утре ще умра по еди-кое-си време. Съседът му отговорил, че се шегува, понеже днес е на работа и продължил пътя си. Вечерта свещеникът си приготвил всичко, което му било нужно за погребението. Това се видяло странно на близките му и те се отнесли с недоверие към него, но щом дошъл уречения час за голямо учудване на всички той починал.
В новата църква на баира пръв свещеник е поп Дамян Попдимитров. Тази фамилия ражда свещеници до идването на поп Константин Митрев.

## Образование
През 1847 г. е сложено е началото на учебното дело. Открито е килийно училище, в което се обучават 12 момчета и 2 момичета. Първият учител е Георги Петков Кършигорски от село Долна Кремена. През 1847 г. чорбаджии от Малорад го спазаряват да открие училище в селото. Той приема и остава в историята на Малорад като основател на учебното дело. Учителствува до Гергьовден на 1848 г. и на този ден е спазарен за учител в село Борован. Според тогавашните правила за килийните училища, учебната година започва и завършва на празника на Св. Георги Победоносец.
След него в Малорад учителствуват: Иванчо Маруцин от Враца, Кръстьо Ценов от село Девене, Николчо Илиев от Малорад, Цоло Иванов от село Добролево, който се оженва в селото и създава Цоловския род, Герго Осенеца от село Осен, Георги Савов Денов от село Галиче, Петко Цалков Барзов от село Долна Гноеница и др. Иванчо Маруцин бил кръчмар и учел децата. Той бил единственият грамотен човек на селото. Добри негови приятели били заможните селяни Веко Симеонов и Герго Стоянов, които един ден спазарили кръчмаря да учи децата им Симеон Веков и Стоян Гергов. Приема и други деца. Учат в стая, съседна на кръчмата. След него учител става Николчо Сланьовски, спечелил си слава на добър църковен певец. Обучението се водело на черковно славянски език.

## Население
Преброяване на населението: 1620 г. – 12 домакинства; 1630 г. 20 домакинства; 1860 г. – 220 двора; 1872 г. – 129 къщи и 254 венчила; 1900 г. – 1835 жители; 1910 г. – 2500 жители; 1926 г. – 3391 жители; 1934 г. – 4158 жители; 1946 г. – 4508 жители; 1956 г. – 4272 жители; 1965 г. – 4123 жители; 1985 г. – 3409 жители; 1992 г. – 2593 жители; 2011 г. – 1883 жители; 2021 г. – 1648 жители.
| \| Година на преброяване \| Численост \| \| --------------------- \| --------- \| \| 1900 \| 1835 \| \| 1910 \| 2500 \| \| 1926 \| 3391 \| \| 1934 \| 4158 \| \| 1946 \| 4508 \| \| 1956 \| 4272 \| \| 1965 \| 4123 \| \| 1985 \| 3409 \| \| 1992 \| 2593 \| \| 2011 \| 1883 \| \| 2021 \| 1648 \| |           |
| Година на преброяване | Численост |
| 1900 | 1835      |
| 1910 | 2500      |
| 1926 | 3391      |
| 1934 | 4158      |
| 1946 | 4508      |
| 1956 | 4272      |
| 1965 | 4123      |
| 1985 | 3409      |
| 1992 | 2593      |
| 2011 | 1883      |
| 2021 | 1648      |

## Личности
- Донко Петров – народен представител от Малорад в I велико народно събрание – (17.04.-26 юни 1879 г.)[5]

Родени в Малорад
- Димитър Иванов Влахов – народен представител от XXIII обикновено народно събрание, положил клетва на 74-то заседание, 14 април 1932 г.[6]
- Йордан Иванов Влахов[7] (1905 – 1990) – председател на читалище „Просвета 1919“ в с. Малорад,[8] секретар в общината Малорад, 21 юли 1931 г., директор на Народно първоначално училище „Св. св. Кирил и Методий“ – село Малорад, Ореховска околия, 1 април 1933 г.[9]
- Иво Петров (роден на 18 март 1965 г.) – български лекар и професор.

## Кметове
- Трифон Деков Митанкин, кмет 1922 г.[10]
- Стамен Найденов, кмет 1925 г.[11]
- Асен Вачов, кмет 1926 г.[11]
- П. Ц. Крачуновски (= Петър Ценов Крачунов ?), кмет на Малорад, 13 март 1932 г.[12]
- Христо Василев Гашевски, кмет 1937 – 1938 г.[13]
- Кацаров, общински съдия (кмет) 1942[14]
- Борислав Дреновски – кмет на Малорад до 9 септември 1944 г.(?)
- Паун Пенков - Маджара, първи кмет след 9 септември 1944 г.,[15]
- Въло Вълчев Гарвански – кмет на Малорад след 1989 г.,[16]

## Празници
- Съборът на Малорад е на 28 октомври.
- Трифонов ден-Зарезан
- Сирни заговезни – празникът продължава няколко дни. Първата вечер заговяват Янчовци, Гоцовци и Драгоевци.
- Тодоров ден (конски Великден). В деня на презника най-възрастната жена в семейството замесва и изпича специални колачета във форма на кончета и други домашни животни. Освен тях се приготвят и обреден хляб, който е нашаран със специален дървен печат и железен обреден пръстен. В кушията участват най-добрите коне и ездачи. Наградата за победителя е признанието за най-бърз и красив кон.